# Seznam filmov 20th Century Fox (1935–1999)
Seznam filmov v produkciji in/ali distribuciji ameriškega studia 20th Century Fox, in je izšla med njeno ustvarjanje 31 maj 1935 — kot združitev med Fox Film Corporation (1915-1935) in 20th Century Pictures (1933-1936) – do leta 1999.
*:javna last

## 1930.
- The Littlest Rebel (1935)
- Captain January (1936)
- Dimples (1936)
- Pigskin Parade (1936)
- Charlie Chan's Secret (1936)
- Charlie Chan at the Circus (1936)
- Charlie Chan at the Opera (1936)
- Charlie Chan at the Race Track (1936)
- Heidi (1937)
- In Old Chicago (1937)
- Second Honeymoon (1937)
- Charlie Chan at the Olympics (1937)
- Charlie Chan on Broadway (1937)
- Charlie Chan at Monte Carlo (1937)
- Think Fast Mr. Moto (1937)
- Thank You Mr. Moto (1937)
- Rebecca of Sunnybrook Farm (1938)
- Alexander's Ragtime Band (1938), nominirana za oskarja za najboljšo sliko
- Little Miss Broadway (1938)
- Charlie Chan in Honolulu (1938)
- Mr. Moto Takes a Chance (1938)
- Mysterious Mr. Moto (1938)
- Mr. Moto In Danger Island (1938)
- Mr. Moto's Gamble (1938)
- Jesse James (1939), plus nadaljevanja
- The Little Princess* (1939)
- The Rains Came (1939)
- Trije mušketirji (1939)
- Rose of Washington Square (1939)
- Charlie Chan in Reno (1939)
- Charlie Chan in Treasure Island (1939)
- Charlie Chan in City in Darkness (1939)
- Mr. Moto's Last Warning (1939)
- Mr. Moto Takes a Vacation (1939)

## 1940.
- The Blue Bird (1940)
- The Mark of Zorro (1940)
- The Grapes of Wrath (1940)
- Rebeka (1940), mednarodni distributer, produkcija MGM in koprodukcija z The Selznick Studio
- The Return of Frank James (1940)
- Down Argentine Way (1940)
- Charlie Chan in Panama (1940)
- Charlie Chan's Murder Cruise (1940)
- How Green Was My Valley (1941)
- Tobacco Road (1941)
- Blood and Sand (1941)
- Moon Over Miami (1941)
- That Night in Rio (1941)
- Charlie Chan in Rio (1941)
- I Wake Up Screaming (1941)
- To the Shores of Tripoli (1942)
- Orchestra Wives (1942)
- The Black Swan (1942)
- Tales of Manhattan (1942)
- The Ox-Bow Incident (1942)
- The Undying Monster (1942)
- Moontide (1942)
- The Song of Bernadette (1943)
- Guadalcanal Diary (1943)
- Stormy Weather (1943)
- The Gang's All Here (1943)
- Hello, Frisco, Hello (1943)
- The Keys of the Kingdom (1944)
- Jane Eyre (1944)
- The Lodger (1944)
- The Purple Heart (1944)
- The Big Noise (1944)
- Laura (1944)
- Leave Her to Heaven (1945), finančno najuspešnejši film studia iz 1940. let
- State Fair (1945), remake filma iz leta 1933
- Spellbound (1945), mednarodni distributer, produkcija MGM in koprodukcija s Selznick International Pictures
- The Dolly Sisters (1945)
- Hangover Square (1945)
- Fallen Angel (1945)
- The House on 92nd Street (1945)
- Anna and the King of Siam (1946)
- The Razor's Edge (1946)
- Moja draga Klementina (1946)
- Dragonwyck (1946)
- The Dark Corner (1946)
- Shock (1946)
- Notorious! (1946), mednarodni distributer, produkcija RKO Radio Pictures
- Somewhere in the Night (1946)
- Gentleman's Agreement (1947)
- The Ghost and Mrs. Muir (1947)
- Captain from Castile (1947)
- Boomerang (1947)
- Daisy Kenyon (1947)
- Kiss of Death (1947), plus remake 1995
- Nightmare Alley (1947)
- Čudež na 34. ulici (1947) (in 1994 remake)
- The Snake Pit (1948)
- Anna Karenina (1948), U.S. distributor
- The Luck of the Irish (1948)
- Call Northside 777 (1948)
- The Road House (1948)
- The Street with No Name (1948)
- Twelve O'Clock High (1949)
- Pinky (1949)
- Prince of Foxes (1949)
- House of Strangers (1949)
- Whirlpool (1949)
- Thieves' Highway (1949)

## 1950.
- Vse o Evi (1950)
- The Black Rose (1950)
- The Gunfighter (1950)
- Under My Skin (1950)
- Halls of Montezuma (1950)
- No Way Out (1950)
- Panic in the Streets* (1950)
- Where the Sidewalk Ends (1950)
- Night and the City (1950) plus remake 1992
- The Day the Earth Stood Still (1951) in remake 2008
- I'll Never Forget You (1951)
- Rawhide (1951)
- On the Riviera (1951)
- The Desert Fox: The Story of Rommel (1951)
- Fourteen Hours (1951)
- The House on Telegraph Hill (1951)
- The African Queen (1951), mednarodni distributer, produkcija MGM
- Les Misérables (1952), remake of 1935 film
- O. Henry's Full House (1952)
- Phone Call from a Stranger (1952)
- The Snows of Kilimanjaro* (1952)
- Bloodhounds of Broadway (1952)
- With a Song in My Heart (1952)
- We're Not Married! (1952)
- Titanik (1953)
- Gentlemen Prefer Blondes (1953), drug finančno najuspešnejši film studia iz 1950. let
- Niagara (1953)
- The Desert Rats (1953)
- The Robe (1953), nominiranec za oskarja za najboljšo sliko. Dobitnik nagrade zlati globus za najboljši film – Drama. Prvi film z logom 1953.
- How to Marry a Millionaire (1953)
- The Girl Next Door (1953)
- Dangerous Crossing (1953)
- Vicki (1953)
- Pickup on South Street (1953)
- Three Coins in the Fountain (1954), nominiranec za oskarja za najboljšo sliko. Plus tri remaki.
- Demetrius and the Gladiators (1954)
- The Egyptian (1954)
- Garden of Evil (1954)
- River of No Return (1954)
- Black Widow (1954), plus remake 1987
- Oklahoma! (1955)
- Love Is a Many-Splendored Thing (1955), nominiranec za oskarja za najboljšo sliko.
- Sedem let skomin (1955)
- Soldier of Fortune (1955)
- The Tall Men (1955)
- The Virgin Queen (1955)
- Daddy Long Legs (1955)
- House of Bamboo (1955)
- Anastasia (1956)
- The Man in the Gray Flannel Suit (1956)
- The Girl Can't Help It (1956)
- Love Me Tender (1956)
- Carousel (1956)
- The King and I (1956), nominiranec za oskarja za najboljšo sliko. Dobitnik nagrade zlati globus za najboljši film – muzikal ali komedija. Plus Warner Bros. animacija remake 1999
- Bus Stop (1956), kandidat za zlati globus za najboljši film – muzikal ali komedija.
- An Affair to Remember (1957)
- Mestece Peyton (1957), nominiranec za oskarja za najboljšo sliko. Plus nadaljevanja
- Desk Set (1957)
- The Three Faces of Eve (1957)
- A Farewell to Arms (1957)
- The Abominable Snowman (1957), ameriški distributer
- Island in the Sun (1957)
- Will Success Spoil Rock Hunter? (1957)
- The Enemy Below (1957)
- Muha (1958), plus remake 1986 in nadaljevanje 1989
- The Inn of the Sixth Happiness (1958)
- Rally 'Round the Flag, Boys! (1958)
- The Sheriff of Fractured Jaw (1958)
- South Pacific (1958), kandidat za zlati globus za najboljši film – Muzikal.
- Dnevnik Ane Frank (1959)
- The Best of Everything (1959)
- Journey to the Center of the Earth (1959), plus New Line Cinema 3-D remake 2008

## 1960.
- Can-Can (1960), kandidat za zlati globus za najboljši film – Muzikal.
- Let's Make Love (1960), kandidat za zlati globus za najboljši film – Muzikal.
- Seven Thieves (1960)
- Sink the Bismarck! (1960)
- The Magnificent Seven (1960), mednarodni distributer, produkcija United Artists, plus nadaljevanje
- Snow White and the Three Stooges (1961)
- Return to Peyton Place (1961)
- Voyage to the Bottom of the Sea (1961)
- Hemingway's Adventures of a Young Man (1962), kandidat za zlati globus za najboljši film – Drama.
- The Longest Day (1962), nominiranec za oskarja za najboljšo sliko. Kandidat za zlati globus za najboljši film – Drama.
- Dr. No (1962), mednarodni distributer, produkcija United Artists
- State Fair (1962), remake filma iz leta 1933 in 1945
- Move Over, Darling (1963)
- Kleopatra (1963), nominiranec za oskarja za najboljšo sliko. Kandidat za zlati globus za najboljši film – Drama.
- Tom Jones (1963), distributer, kodistribucija z Lopert Pictures Corporation
- It's a Mad, Mad, Mad, Mad World (1963), trenutni imetnik pravic v povezavi z MGM, kino distribucija - United Artists
- Grk Zorba (1964), nominiranec za oskarja za najboljšo sliko. Kandidat za zlati globus za najboljši film – Drama.
- Hush...Hush, Sweet Charlotte (1964), prvi s tem logom 1935
- The Pleasure Seekers (1964), remake filma Three Coins in the Fountain iz leta 1954
- Moje pesmi, moje sanje (1965), dobitnik oskarja za najboljšo sliko. Dobitnik nagrade zlati globus za najboljši film – muzikal ali komedija.
- Let nad Phoenix (1965), kandidat za zlati globus za najboljši film – Drama. Prvi s tem logom 1935, plus remake 2004
- Those Magnificent Men in Their Flying Machines, Or How I Flew from London to Paris in 25 Hours 11 Minutes (1965), kandidat za zlati globus za najboljši film – muzikal ali komedija. Prvi s tem logom 1935, plus Paramount Pictures nadaljevanja
- The Agony and the Ecstasy (1965)
- The Nanny (1965), U.S. distributor
- Von Ryan's Express (1965)
- Our Man Flint (1966), plus nadaljevanja
- Batman (1966), zadnji film z logom 1935
- The Bible: In the Beginning... (1966)
- The Sand Pebbles (1966), nominiranec za oskarja za najboljšo sliko. Kandidat za zlati globus za najboljši film – Drama.
- How to Steal a Million (1966)
- Fantastic Voyage (1966)
- The Quiller Memorandum (1966)
- Thunderbirds are Go! (1966), mednarodni distributer, produkcija United Artists in koprodukcija z Century 21 Cinema, plus nadaljevanja in Universal Pictures remake 2004
- In Like Flint (1967)
- Two for the Road (1967)
- Bedazzled (1967), plus remake 2000
- Caprice (1967)
- The Valley of the Dolls (1967)
- Doktor Dolittle (1967), nominiranec za oskarja za najboljšo sliko. Kandidat za zlati globus za najboljši film – muzikal ali komedija. Plus remake 1998
- Hombre (1967)
- Planet opic (1968), plus remake 2001
- Chitty Chitty Bang Bang (1968), trenutni imetnik pravic v povezavi z MGM, kino distribucija - United Artists
- The Magus (1968)
- Star! (1968)
- The Boston Strangler (1968)
- Thunderbird 6 (1968), mednarodni distributer, produkcija United Artists in koprodukcija z Century 21 Cinema
- The Producers (1968), mednarodni distributer, produkcija Embassy Pictures, plus Universal/Columbia remake 2005
- The Chairman (1969)
- Hello, Dolly! (1969), nominiranec za oskarja za najboljšo sliko. Kandidat za zlati globus za najboljši film – muzikal ali komedija.
- Butch Cassidy in Sundance Kid (1969), nominiranec za oskarja za najboljšo sliko. Kandidat za zlati globus za najboljši film – Drama.
- The Prime of Miss Jean Brodie (1969), kandidat za zlati globus za najboljši film – Drama.
- A Boy Named Charlie Brown (1969), distributer, kodistribucija s National General Pictures in koprodukcija z Cinema Center Films, remake Desilu Productions filma iz leta 1965, pravice so zdaj v lasti Paramount Pictures.
- Tudi konje streljajo, mar ne? (1969), distributer, kodistribucija s Cinerama Releasing Corporation

## 1970.
- M*A*S*H (1970), nominiranec za oskarja za najboljšo sliko. Dobitnik nagrade zlati globus za najboljši film – muzikal ali komedija.
- Beyond the Valley of the Dolls (1970)
- Patton (1970), dobitnik oskarja za najboljšo sliko. Kandidat za zlati globus za najboljši film – Drama. Plus CBS-TV nadaljevanja
- Tora! Tora! Tora! (1970)
- The Great White Hope (1970)
- Scrooge (1970), distributer, kodistribucija s National General Pictures in koprodukcija z Cinema Center Films, pravice so zdaj v lasti Paramount Pictures.
- Little Big Man (1970), distributer, kodistribucija s National General Pictures in koprodukcija z Cinema Center Films, pravice so zdaj v lasti Paramount Pictures.
- The Cat in the Hat (1971), distributer, kodistribucija z CBS Films in koprodukcija z DePatie-Freleng Enterprises, plus Universal Pictures remake 2003, pravice so v lasti Warner Bros.
- Kotch (1971), mednarodni distributer, produkcija United Artists
- Straw Dogs (1971), distributer, kodistribucija s Cinerama Releasing
- Blue Water, White Death (1971), distributer, kodistribucija s National General Pictures in koprodukcija z Cinema Center Films
- The Night Stalker (1972)
- The Lorax (1972), distributer, kodistribucija z CBS Films in koprodukcija z DePatie-Freleng Enterprises, pravice so v lasti Warner Bros.
- Zadnji tango v Parizu (1972), mednarodni distributer, produkcija United Artists
- Snoopy, Come Home (1972), distributer, kodistribucija s National General Pictures in koprodukcija z Cinema Center Films, pravice so zdaj v lasti Paramount Pictures.
- Dr. Seuss on the Loose (1973), distributer, kodistribucija z CBS Films in koprodukcija z DePatie-Freleng Enterprises, pravice so v lasti Warner Bros.
- Battle for the Planet of the Apes (1973)
- Cinderella Liberty (1973), kandidat za zlati globus za najboljši film – Drama.
- Trije mušketirji (1973), kandidat za zlati globus za najboljši film – muzikal ali komedija, distribucijske pravice zdaj pripadajo StudioCanal.
- Mladi Frankenstein (1974)
- The Towering Inferno (1974), koprodukcija z Warner Bros., nominiranec za oskarja za najboljšo sliko.
- Thunderbolt and Lightfoot (1974), mednarodni distributer, produkcija United Artists in koprodukcija z The Malapso Company
- The Taking of Pelham 123 (1974), mednarodni distributer, produkcija United Artists, plus remake 2009
- S*P*Y*S (1974)
- Štirje mušketirji (1974), distributer, distribucijske pravice zdaj pripadajo StudioCanal.
- Royal Flash (1975)
- The Hoober-Bloob Highway (1975), distributer, kodistribucija z CBS Films in koprodukcija z DePatie-Freleng Enterprises, pravice so v lasti Warner Bros.
- Znamenje (1976), plus nadaljevanja
- Silent Movie (1976), kandidat za zlati globus za najboljši film – muzikal ali komedija.
- Rocky (1976), mednarodni distributer, produkcija United Artists
- The Duchess and the Dirtwater Fox (1976)
- The Blue Bird (1976), peti prilagoditev romana Maurice Maeterlinck, koprodukcija z Lenfilm, ameriško-sovjetski koprodukcijo
- Kenny & Company (1976)
- Moving Violation (1976)
- The Cassandra Crossing (1976), mednarodni distributer, produkcija Avco/Embassy Pictures
- Gator (1976), mednarodni distributer, produkcija United Artists
- Silver Streak (1976)
- Wizards (1977), koprodukcija z Bakshi Productions
- Raggedy Ann & Andy: A Musical Adventure (1977), koprodukcija z The Bobbs-Merrill Company
- Čarodeji (1977)
- Vojna zvezd IV: Novo upanje (1977), koprodukcija z Lucas Film, nominiranec za oskarja za najboljšo sliko. Kandidat za zlati globus za najboljši film – Drama. Plus pet nadaljevanj
- The Making of Star Wars (1977), neposredno na video, koprodukcija z Lucas Film
- The Other Side of Midnight (1977)
- Thunder and Lightning (1977)
- Halloween is Grinch Night (1977), distributer, koprodukcija z Dr. Seuss Enterprises in DePatie-Freleng Enterprises, pravice so v lasti Warner Bros.
- The Fury (1978)
- Damien: Omen II (1978)
- Breaking Away (1979), nominiranec za oskarja za najboljšo sliko. Dobitnik nagrade zlati globus za najboljši film – muzikal ali komedija.
- Osmi potnik (1979), plus tri nadaljevanja
- Escape to Athena (1979), distributer, kodistribucija z Associated Film Distribution in koprodukcija z ITC Entertainment
- The Muppet Movie (1979), distributer, kodistribucija z Associated Film Distribution in koprodukcija z ITC Entertainment in Henson Associates, plus pet nadaljevanj, pravice, ki so zdaj v lasti The Walt Disney Company.
- The Black Stallion (1979), mednarodni distributer, produkcija United Artists in koprodukcija z American Zeotrope, plus MGM nadaljevanje in Disney prológ
- All Quiet on the Western Front (1979)
- All That Jazz (1979), koprodukcija s Columbia Pictures

## 1980.
- My Bodyguard (1980)
- Inferno (1980), distributer, koprodukcija z Produzioni Intersound. Ni več v lasti ZDA pravice; še vedno v lasti mednarodne pravice.
- Raise the Titanic (1980), distributer, kodistribucija z Associated Film Distribution in koprodukcija z ITC Entertainment
- Pontoffel Pock, Where Are You? (1980), distributer, koprodukcija z DePatie-Freleng Enterprises, pravice so v lasti Warner Bros.
- On the Right Track (1981), prvi film z logom 1981
- Omen III: The Final Conflict (1981)
- Ognjene kočije (1981), mednarodni distributer, produkcija Warner Bros. in The Ladd Company
- The Cannonball Run (1981), pravice, ki so zdaj v lasti za HBO, plus Warner Bros. nadaljevanja in Orion Pictures prológ
- The Great Muppet Caper (1981), mednarodni distributer, produkcija Universal Pictures in koprodukcija z ITC Entertainment in Henson Associates
- The Howling (1981), mednarodni distributer, produkcija Avco/Embassy Pictures, plus sédem nadaljevanja
- Scanners (1981), mednarodni distributer, produkcija Avco/Embassy Pictures, plus nadaljevanje
- For Your Eyes Only (1981), mednarodni distributer, produkcija United Artists
- Taps (1981)
- Modern Problems (1981)
- Barbarosa (1982), mednarodni distributer, produkcija Universal Pictures
- Porky's (1982), plus dve nadaljevanji
- Rocky III (1982), mednarodni distributer, produkcija United Artists
- Eating Raoul (1982)
- Visting Hours (1982)
- Six Pack (1982)
- The Pirate Movie (1982), distributer
- Here Comes Garfield (1982), koprodukcija z United Media Productions in Film Roman
- The Man from Snowy River (1982), plus Disney nadaljevanja
- Razsodba (1982), nominiranec za oskarja za najboljšo sliko. Kandidat za zlati globus za najboljši film – Drama.
- The Grinch Grinches the Cat in the Hat (1982), distributer, koprodukcija z Marvel Productions, pravice so v lasti Warner Bros.
- Kralj komedije (1983)
- Max Dugan Returns (1983), distributer
- Heart Like a Wheel (1983)
- Bill Cosby: Himself (1983)
- Porky's II: The Next Day (1983)
- WarGames (1983), mednarodni distributer, produkcija MGM/UA Entertainment Co.
- Mr. Mom (1983), distributer, koprodukcija z Sherwood Productions in Aaron Spelling Productions, pravicezdaj pripadajo MGM
- The Star Chamber (1983), hlavný ten logom 1953
- Fire and Ice (1983), distributer, koprodukcija z Producers Sales Organization
- Dobre poteze (1983)
- Garfield on the Town (1983), koprodukcija z United Media Productions in Film Roman
- A Night in Heaven (1983), distributer
- Maščevanje piflarjev (1984), plus nadaljevanje
- Lov za zelenim diamantom (1984), plus nadaljevanje
- Rhinestone (1984)
- Give My Regards to Broad Street (1984)
- Garfield in the Rough (1984), koprodukcija z United Media Productions in Film Roman
- Mupetki zavzamejo Manhattan (1984), mednarodni distributer, produkcija TriStar Pictures in koprodukcija s Henson Associates
- Brazil (1985), koproducija z Universal Pictures
- Turk 182! (1985), distributer
- Moving Violations (1985), distributer
- The Man with One Red Shoe (1985)
- Prizzi's Honor (1985), nominiranec za oskarja za najboljšo sliko. Dobitnik nagrade zlati globus za najboljši film – Drama. Distributer, koprodukcija z ABC Motion Pictures, pravice, ki so zdaj v lasti Disney.
- Porky's Revenge (1985)
- Cocoon (1985), kandidat za zlati globus za najboljši film – muzikal ali komedija. Plus nadaljevanje
- Warning Sign (1985), distributer
- Commando (1985), koprodukcija s Silver Pictures
- Garfield's Halloween Adventure (1985), koprodukcija z United Media Productions in Film Roman
- The Jewel of the Nile (1985)
- Enemy Mine (1985)
- Legend (1985), koprodukcija z Universal Pictures
- Highlander (1986), distributer
- Garfield in Paradise (1986), koprodukcija z United Media Productions in Film Roman
- Big Trouble in Little China (1986)
- Osmi potnik 2 (1986)
- Iron Eagle (1986), mednarodni distributer, produkcija TriStar Pictures
- Short Circuit (1986), mednarodni distributer, produkcija TriStar Pictures
- Modri žamet (1986), distributer, kodistribucija z De Laurentiis Entertainment Group
- The Mosquito Coast (1986), mednarodni distributer, produkcija Warner Bros.
- Manhunter (1986), distributer, kodistribucija z De Laurentiis Entertainment Group
- Krokodil Dundee (1986), mednaroni distributer, produkcija Paramount Pictures
- 9½ Weeks (1986), mednaroni distributer, produkcija MGM, plus Trimark Pictures nadaljevanja
- Raw Deal (1986), distributer, kodistribucija z De Laurentiis Entertainment Group
- Flight of the Navigator (1986), mednarodni distributer, produkcija Walt Disney Pictures
- Muha (1986), remake grozljivke iz leta 1958, plus nadaljevanja
- The Boy Who Could Fly (1986), distributer, koprodukcija z Lorimar Productions
- Jumpin' Jack Flash (1986), koprodukcija s Silver Pictures
- Black Widow (1987), remake filma noir iz leta 1954
- Mannequin (1987), ameriški distributer, The Cannon Group razdeljeni v tujini, koprodukcija z Gladden Entertainment, plus nadaljevanja, pravicezdaj pripadajo MGM
- Arizona Junior (1987)
- Project X (1987)
- Garfield Goes Hollywood (1987), koprodukcija z United Media Productions in Film Roman
- Predator (1987), koprodukcija s Silver Pictures in Davis Entertainment, plus nadaljevanje
- Princesa nevesta (1987), distributer, pravicezdaj pripadajo MGM
- Big Shots (1987), distributer, koprodukcija z Lorimar Productions, pravice so v lasti Warner Bros.
- Less Than Zero (1987)
- Wall Street (1987), plus nadaljevanja
- Broadcast News (1987), nominiranec za oskarja za najboljšo sliko. Kandidat za zlati globus za najboljši film – muzikal ali komedija.
- A Garfield Christmas (1987), koprodukcija z United Media Productions in Film Roman
- A Night in the Life of Jimmy Reardon (1988)
- Bad Dreams (1988)
- Big (1988), kandidat za zlati globus za najboljši film – muzikal ali komedija.
- License to Drive (1988)
- Umri pokončno (1988), koprodukcija s Silver Pictures, plus tri nadaljevanja
- Young Guns (1988), distributer, koprodukcija z Morgan Creek, plus nadaljevanja
- Dead Ringers (1988), distributer, koprodukcija z Morgan Creek
- A Nightmare on Elm Street 4: The Dream Master (1988), mednarodni distributer, produkcija New Line Cinema
- Short Circuit 2 (1988), mednarodni distributer, produkcija TriStar Pictures
- Fright Night Part 2 (1988), mednarodni distributer, produkcija TriStar Pictures
- Alien Nation (1988)
- Garfield: His 9 Lives (1988), koprodukcija z United Media Productions in Film Roman
- Cocoon: The Return (1988)
- My Neighbor Totoro (1988), distributer, kodistribucija s 50th Street Films in koprodukcija s Studiom Ghibli, pravice so zdaj v lasti GKIDS.
- Working Girl (1988), nominiranec za oskarja za najboljšo sliko. Dobitnik nagrade zlati globus za najboljši film – muzikal ali komedija.
- Muha 2 (1989)
- Say Anything... (1989), koprodukcija z Gracie Films
- Garfield's Babes and Bullets (1989), koprodukcija z United Media Productions in Film Roman
- Weekend at Bernie's (1989), ameriški distributer, The Rank Orginization razdeljeni v tujini, koprodukcija z Gladden Entertainment, plus TriStar Pictures nadaljevanja, pravicezdaj pripadajo MGM
- The Abyss (1989), koprodukcija z Lightstorm Entertainment
- Millennium (1989), ameriški distributer, The Rank Orginization razdeljeni v tujini, koprodukcija z Gladden Entertainment
- Garfield's Thanksgiving (1989), koprodukcija z United Media Productions in Film Roman
- The War of the Roses (1989), kandidat za zlati globus za najboljši film – muzikal ali komedija.
- Enemies: A Love Story (1989), distributer, koprodukcija z Morgan Creek, pravice so v lasti Warner Bros.
- A Grand Day Out with Wallace & Gromit (1989), koprodukcija z BBC in Aardman Animations

## 1990.
- Garfield's Feline Fantasies (1990), koprodukcija z United Media Productions in Film Roman
- Umri pokončno 2 (1990), koprodukcija s Silver Pictures
- Young Guns II (1990), zadnji film z logom 1953, distributer, koprodukcija z Morgan Creek, pravice so v lasti Sony
- The Exorcist III (1990), distributer, koprodukcija z Morgan Creek
- Nightbreed (1990), distributer, koprodukcija z Morgan Creek
- Pacific Heights (1990), distributer, koprodukcija z Morgan Creek, pravice so v lasti Warner Bros.
- Miller's Crossing (1990)
- Marked for Death (1990)
- Sam doma (1990), kandidat za zlati globus za najboljši film – muzikal ali komedija. Koprodukcija s Hughes Entertainment, plus štiri nadaljevanji
- Edvard Škarje (1990)
- Garfield Gets a Life (1991), koprodukcija z United Media Productions in Film Roman
- Mannequin: On the Move (1991), ameriški distributer, The Rank Orginization razdeljeni v tujini, koprodukcija z Gladden Entertainment, pravicezdaj pripadajo MGM
- Napihnjenci (1991), plus nadaljevanje
- Only the Lonely (1991), koprodukcija s Hughes Entertainment
- The Five Heartbeats (1991)
- Dutch (1991), koprodukcija s Hughes Entertainment
- Class Action (1991)
- Nindža želve 2 (1991), mednarodni distributer, produkcija New Line Cinema in koprodukcija z Jim Henson Productions, pravice so zdaj v lasti Paramount Pictures.
- Point Break (1991), koprodukcija z Largo Entertainment, pravice so v lasti Warner Bros.
- Omen IV: The Awakening (1991), koprodukcija s FNM Films
- Barton Fink (1991)
- Veliki kanjon (1992)
- Shining Through (1992)
- White Men Can't Jump (1992)
- FernGully: The Last Rainforest (1992), koprodukcija s FAI Films in Kroyer Films, plus neposredno na video nadaljevanje
- Osmi potnik 3 (1992)
- Toys (1992)
- Poslednji Mohikanec (1992), distributer, koprodukcija z Warner Bros. in Morgan Creek
- Night and the City (1992), remake noir filma iz leta 1950
- Love Potion No. 9 (1992)
- Hoffa (1992)
- Rapid Fire (1992)
- Hear No Evil (1993)
- Jack the Bear (1993)
- Napihnjenci 2 (1993)
- Nindža želve 3 (1993), mednarodni distributer, produkcija New Line Cinema, pravice so zdaj v lasti Paramount Pictures.
- The Sandlot (1993), koprodukcija z Island World, plus dve neposredno na video nadaljevanji
- Once Upon a Forest (1993), koprodukcija s Hanna-Barbera in HTV
- Rookie of the Year (1993)
- Robin Hood: Men in Tights (1993), koprodukcija z Gaumont
- Only the Strong (1993)
- The Good Son (1993)
- Freaked (1993)
- The Beverly Hillbillies (1993), temelječ na seriji Filmways iz let 1962-1971
- Očka v krilu (1993)
- Ghost in the Machine (1993)
- The Wrong Trousers (1993), koprodukcija z BBC in Aardman Animations
- Sugar Hill (1994)
- The Chase (1994)
- Vražja dekleta (1994)
- Hitrost (1994), plus nadaljevanje
- Baby's Day Out (1994), koprodukcija s Hughes Entertainment
- Resnične laži (1994), koprodukcija z Universal Pictures in Lightstorm Entertainment
- Airheads (1994), zadnji film z logom 1981
- The Scout (1994)
- Čudež na 34. ulici (1994), remake filma iz leta 1947, koprodukcija s Hughes Entertainment
- The Pagemaster (1994), ameriški distributer, koprodukcija s Turner Pictures
- Trapped in Paradise (1994)
- Nell (1994), Kandidat za zlati globus za najboljši film – Drama. Koprodukcija s Polygram Filmed Entertainment in Egg Pictures
- Trading Mom (1994), mednarodni distributer
- Far from Home: The Adventures of Yellow Dog (1995)
- Kiss of Death (1995), remake filmske noir klasike iz leta 1947
- Umri pokončno 3 (1995), koprodukcija s Touchstone Pictures in Cinergi Pictures Entertainment
- Pogumno srce (1995), koprodukcija s Paramount Pictures in Icon Productions
- Mogočni morphin Power Rangers: Film (1995), koprodukcija s Fox Family Films, Saban Entertainment in Toei Company, plus nadaljevanje, pravice so zdaj v lasti Allspark Pictures
- Francoski poljub (1995), ameriški distributer, koprodukcija z Polygram Filmed Entertainment
- A Close Shave (1995), koprodukcija z BBC in Aardman Animations
- Dunston Checks In (1996), koprodukcija s Fox Family Films
- Dan neodvisnosti (1996), koprodukcija s Centropolis Entertainment
- Jingle All the Way (1996), koprodukcija s 1492 Pictures, plus neposredno na video nadaljevanje
- The Crucible (1996)
- Anastasia (1997), koprodukcija s Fox Animation Studios in Fox Family Films, plus 1999 neposredno na video nadaljevanje Bartok the Magnificent
- Turbo: A Power Rangers Movie (1997), koprodukcija s Saban Entertainment, pravice so zdaj v lasti Allspark Pictures
- Casper: A Spirited Beginning (1997), neposredno na video, koprodukcija s Harvey Comics in Saban Entertainment
- A Christmas Carol (1997), neposredno na video, koprodukcija z DIC Entertainment
- Osmi potnik 4: Vstajenje (1997)
- Titanik (1997), dobitnik oskarja za najboljšo sliko. Dobitnik nagrade zlati globus za najboljši film – Drama. Koprodukcija s Paramount Pictures in Lightstorm Entertainment
- FernGully 2: The Magical Rescue (1998), neposredno na video
- Dosjeji X (1998), temelječ na TV-seriji iz let 1993-2002, plus nadaljevanje
- Dr. Dolittle (1998), koprodukcija z Davis Entertainment in Jim Henson Productions, plus dve nadaljevanji
- Casper Meets Wendy (1998), neposredno na video, koprodukcija s Harvey Comics in Saban Entertainment
- Bartok the Magnificent (1999), neposredno na video, koprodukcija s Fox Animation Studios
- Klub golih pesti (1999), koprodukcija z Regency Enterprises in Taurus Film
- Olive, the Other Reindeer (1999), koprodukcija s 20th Century Fox Animation, Flower Films z The Curiosity Company